# Stavros 1 (film)
 Pour plus de détails, voir Fiche technique et Distribution
Stavros est un film pornographique italien, réalisé par Mario Salieri et sorti en 1999.

## Fiche technique
- Titre : Stavros
- Réalisateur : Mario Salieri
- Directeur de production :
- Directeur photo :
- Musique :
- Production et distribution: Colmax
- Durée : 79 min
- Date de sortie : 1999
- Pays :  Italie
- Genre : pornographie

## Distribution
- Laura Angel
- Joaly
- Monica Roccaforte
- Gianna Brosio
- Madalina Ray
- Océane
- Rosa Giampaolo
- Jenny Ulvari, créditée sous le nom Marina Jensen
- Paola Federici
- Julia Taylor, créditée sous le nom Julian Bador
- Vivien Martines, créditée sous le nom Vivien Hoxa
- Peggy Sue, créditée sous le nom Paru' Silios
- Greta Milos, créditée sous le nom Eva Raso
- Alexa Weix (es), créditée sous le nom Melinda Herminez
- Mathilde, créditée sous le nom Helena Winders
- Philippe Dean
- Bruno SX
- Francesco Malcom

## Récompenses
- 2000 : FICEB Award: Ninfa « Mejores Películas »
- 1999 : Venus Award: Bester Spielfilm
- 1999 : Hot d’Or : meilleur film, Meilleur film français - Moyen budget